# Geavdnjajávri
Geavdnjajávri es un lago del municipio de Bardu en Troms, Noruega. Se localiza dentro del parque nacional Rohkunborri, a 3,5km de la frontera con Suecia. Cubre un área de 18,85 km² y está a 540 m s. n. m.
El lago alimenta al río Gulmmaeeatnu, que fluye hasta el lago Leinavatn y este a su vez termina en el lago Altevatnet. El Altevatnet desemboca en el río Barduelva, afluente del río Målselva.